# Sutri
Sutri je mesto in občina v provinci Viterbo, okoli 50 km oddaljeno od Rima in okoli 30 km južno od Viterba. Ima slikovito lokacijo na ozkem hribu iz tufa, obkroženim z grapami, in ozkim hrbtom proti zahodu povezan z ostalo pokrajino.
Sodobna občina Sutri ima nekaj več kot 5.000 prebivalcev. Njeni stari ostanki so glavna atrakcija za turizem: rimski amfiteater izkopan iz tufa, etruščanske nekropole z več deset kamnitimi grobnicami, mitrej vključen v kripti cerkve Madonna del Parto, romanska katedrala.

## Zgodovina
Sutri (latinsko Sutrium) je zasedal pomembno mesto v obrambi cestnega prehoda v Etruriji, kasnejša Via Cassia: Tit Livij ga opisuje kot enega od ključev Etrurije, Nepi na bi bilo drugo tako mesto. V roke Rimljanom je prišel po padcu Veia, nakar je bila tam ustanovljena Latinska kolonija; leta 386 pred našim štetjem je bila izgubljena, ponovno osvojena in rekolonizirana pa okoli leta 383. V letih 311-310 pred našim štetjem so ag oblegali Etruščani, vendar ga niso zavzeli. Z Nepijem in desetimi drugimi latinskimi kolonijami je zavrnil pomoč v drugi punski vojni leta 209 pred našim štetjem. Njegov pomen kot trdnjava pojasnjuje, po Festu rek Sutrium ire, ki pomeni »tistega, ki nekaj hitro in temeljito naredi«. To je navedeno v vojni 41 let  pred našim štetjem, in je prejelo pod triumvirat kolonijo veteranov  (Colonia coniuncta lulia Sutrina). Napisi kažejo, da je bil kraj nekoč pomemben v okviru cesarstva in se omenja kot zaseden od Langobardov.
Sutri je ohranil strateški pomen kot utrjeno mesto blizu meje z vojvodino Rim ((latinsko: Ducatus Romanus) je bilo Bizantinsko okrožje). Donacija Sutrija je bil sporazum, dosežen v Sutriju med langobardskim kraljem Liutprandom in papežem Gregorjem II. leta 728. V Sutriju sta dosegla dogovor, po katerem so bili Sutri in nekatera hribovska mesta v Laciju (npr. Vetralla) predana papežu, »kot darilo za blažena apostola Petra in Pavla« v skladu z Liber Pontificalis. Pakt je pomenil prvo povečanje papeškega ozemlja onkraj meja vojvodine Rim. Pomembna najdba nakita iz tega časa je znana kot Zaklad Sutri in je bil najden v bližini mesta v devetnajstem stoletju. Zdaj je v Britanskem muzeju.
Sutri je sedež škofije, ki je bila ustanovljena za papeža po porazu z Langobardi.
Papež Gregor VI. se je odpovedal prestolu v Sutriju 20. decembra 1046, po sinodi, ki so jo sklicali na zahtevo cesarja Henrika III. Leta 1111 je bil sedež pogodbe med papežem Paschalom II. in cesarjem Henrikom V.; leta 1146 in 1244 sta Evgen III. in Inocenc IV. našla tukaj zatočišče. Leta 1244 je mesto zavzel Pietro di Vico, vendar ga je kasneje prevzel Pandolfo grof Anguillara, ki ga je dal nazaj v papeško državo. 
Mesto je bilo priča bojem med Gvelfi in gibelini. Leta 1433 kondotier Niccolò Fortebraccio zažgal Sutri in mesto je začelo nazadovati v korist Ronciglione.

### Škofija Sutri
Po legendi je Peter poslal Romolusa kot škofa v Sutri. Prva omemba nekega škofa je Eusebius, datiran leta 405. Leta 1435 sta Sutri in Nepi skupaj postali škofiji. V letih 1556 - 1560 je bil škof Sutrija in Nepija Antonio Ghislieri, bodoči Papež Pij V. . Leta 1986 so bile škofije Sutri in Nepi, kakor tudi Orte in Gallese združene s škofijo Civita Castellana. Od leta 1991 ima Sutri naslovnega škofa. To je od leta 2011 Antonio Guido Filipazzi. Pred tem je bil Paolo Sardi in 1991-1996 Christoph Schönborn.

## Geografija
Sutri se nahaja 51 km severozahodno od Rima in 27 km jugovzhodno od Viterba. Razteza se ob vznožju pogorja Monti Cimini na severovzhodu, na jugu meji na Monti Sabatini, ki sta obe vulkanskega izvora. Staro mestno jedro se slikovito nahaja na območju, obdanem z globokimi dolinami in samo z ozkim grebenom na zahod povezano s svojim okoljem. Mesto obsega tudi sodobna stanovanjska območja Colle Diana, Fonte Vivola in Muracce. Občina leži na 236 - 612 m nad morjem. 
Občina se nahaja na potresnem območju 3 (nekoliko ogrožena).
Sosednje občine so v smeri urinega kazalca: Trevignano Romano (RM), Bracciano (RM), Bassano Romano, Capranica, Ronciglione, Nepi in Monte Rosi.

## Znamenitosti
Od antičnih zgradb (4. st. pr. n. št.) so ohranjeni nekateri ostanki srednjeveškega mestnega obzidja iz pravokotnih blokov iz tufa. Na severu Porta Furia (2. st. pr. n. št.) prihajajo iz smeri Nepija, na jugu so v 17/18. st. močno preoblikovana Porta Vecchia. Današnja Porta San Pietro z enostavnim obokom na zahodu morda sovpada s starodavnim dostopom, medtem ko so porušena Porta Romana (16. stoletja) na vzhodu dokumentirana kot starejši predhodnik baročnih Porta Moroni. Ohranjene je tudi nekaj v skalo vklesane kamnite kanalizacije pod njim. 
Mesto je razdeljeno na: arheološki park in srednjeveški Borgo ter na sodobni del zunaj srednjeveškega mestnega obzidja.

### Arheološki park
Srce arheološkega parka (Parco urbano Antichissima Città di Sutri) južno od mesta je rimski amfiteater, datiran nejasno v pozno 2. do 1. stoletje našega štetja. Elipsaste oblike meri 49,6 krat 40,8 metrov in je v celoti zgrajen iz tufa. Imel je dva vhoda, tri vrste za gledalce in je lahko sprejel 9000 ljudi, areno, obdano s prehodom z 10 odprtinami, skozi katere so privedli živali za boj. 
Kompleks je ostal neopažen do 19. stoletja, ko je bil obnovljen s sredstvi lokalne plemiške družine Savorelli, tudi Palača je s parkom v renesančnem slogu na hribu nad gledališčem. Danes je Vila Savorelli v lasti mesta Sutri.
Ob vili se nahajajo ostanki tako imenovanega gradu Karla Velikega, kjer se je, po pripovedovanju, ustavil cesar; po stavbni substanci (13. stoletje), to naj ne bi bila ta stavba. 
Druga znamenitost je, v pečinah nasproti mesta na južni strani, cerkev Madonna del Parto vklesana v skalo, ki se je razvila iz ene od številnih etruščanskih grobnic (po mnenju nekaterih znanstvenikov naj bi bil to mitrej). Očiten je še vedno jarek z ujetim bikom kot žrtveni kult. Kasneje je bila spremenjena v Kristusovo svetišče v katerem so vidne srednjeveške freske: nad oltarjem Kristusovo rojstvo, na stranskih stenah Marija z otrokom s Sv. Krištofom in Mihaelom; nad vhodom je kolona romarjev na sveto goro Monte Sant’Angelo in Gargano, tudi povezano s Sv. Mihaelom. 
V skalah iz tufa okrog kompleksa je odprtih 64 etruščanskih grobnic, datiranih med 6. in 4. stoletja pred našim štetjem. Vsi grobovi so prazni in so se uporabljali za druge namene, kot so hlevi in garaže. Obstajajo grobovi s samo eno grobno komoro in dvojne grobnice. Le grob št. 64 ima še vedno ostanke starodavne dekoracije.

### Srednjeveško mesto
Zaradi požara leta 1433 ni več nepoškodovanih stavb iz zgodnjega in visokega srednjega veka. Središče naselja je kvadrat s katedralo; druge ulice ustrezajo deloma še starodavni gradnji. 
Katedralo Santa Maria Assunta (Marijino vnebovzetje), ki stoji na antičnih temeljih, je dal zgraditi papež Inocenc III.. Ima romanski videz. Iz tega obdobja so kripta, razdeljena z 20 stebri različnih oblik, delo lombardskih mojstrov, Campanile, marmorna tla in tabelna slika Odrešenika v bizantinskem slogu (13. stoletje), zvonik je iz 1207. Preostali del stavbe izvira iz 17. stoletja in je v baročnem slogu. 
Levo od katedrale je škofovska palača, ki je bila leta 1900 bistveno spremenjena. 
Na trgu Piazza del Comune stoji Palazzo Comunale (Mestna hiša) z rimskimi fragmenti in marmornim sarkofagom iz 3. stoletja na dvorišču. V Mestnem muzeju rimske arhitekture in kiparstva so ostanki fresk iz okoliških katakomb in panelne slike iz 16. in 17. stoletja iz manjših cerkva Santa Fortunata in San Francesco.

## Promet
Sutri je mogoče doseči po cesti Via Cassia iz Rima ali Viterba. Najbližja železniška postaja na progi za Rim, je Capranica.